# Parlamentarischer Berater
Parlamentarischer Berater bzw. Fraktionsreferent ist eine im deutschsprachigen Raum übliche, ungeschützte Bezeichnung für einen Mitarbeiter (teilweise Leitender Mitarbeiter) einer Fraktion bzw. eines Abgeordneten eines Parlaments (Bundestag, Landtag). Synonym werden auch die Begriffe „Referent“, „Fachreferent“ oder „wissenschaftlicher Mitarbeiter“ verwendet. Die in Baden-Württemberg übliche Bezeichnung ist Parlamentarischer Berater während in Bayern die Bezeichnung Fraktionsreferent bzw. Referent üblich ist.
Die Parlamentarischen Berater/Fraktionsreferenten sind für die inhaltliche und organisatorische Betreuung der Arbeitskreise und Arbeitsgruppen der jeweiligen Fraktionen zuständig. Sie bereiten Themen für die Diskussion und Beschlussfassung auf, halten den Kontakt zu Ministerien, Verbänden und Organisationen und beraten die Fraktion, insbesondere die Fachabgeordneten, in allen zu ihrem Bereich gehörenden Fragen. Die Tätigkeitsbereiche der Parlamentarischen Berater bzw. Referenten orientieren sich üblicherweise an den jeweiligen Arbeitskreisen der Fraktion, die sich wiederum an den Ausschüssen des Parlaments orientieren (z. B. Finanzen, Wirtschaft, Innere Sicherheit).
Hierarchisch gehören die Parlamentarischen Berater bzw. Referenten üblicherweise dem höheren Dienst an bzw. sind vergleichbare Angestellte. Häufig sind parlamentarische Berater bzw. Referenten auch beurlaubte Beamte aus Fachbehörden (insbesondere Ministerien). In Baden-Württemberg führen sie, sofern sie verbeamtet wurden, die Amtsbezeichnung Parlamentsrat. Diese umfasst das Besoldungsspektrum von A 13 bis A 16. Formale Voraussetzung ist daher regelmäßig der Abschluss eines einschlägigen Masterstudiums oder ein gleichwertiger Abschluss. Zu den äquivalenten Abschlüssen zählen beispielsweise ein Universitäts-Diplom, Magister und erstes Staatsexamen mit einer Regelstudienzeit von mindestens acht Semestern. Das Masterstudium an Fachhochschulen muss hierbei akkreditiert sein. 